# Laservarnare

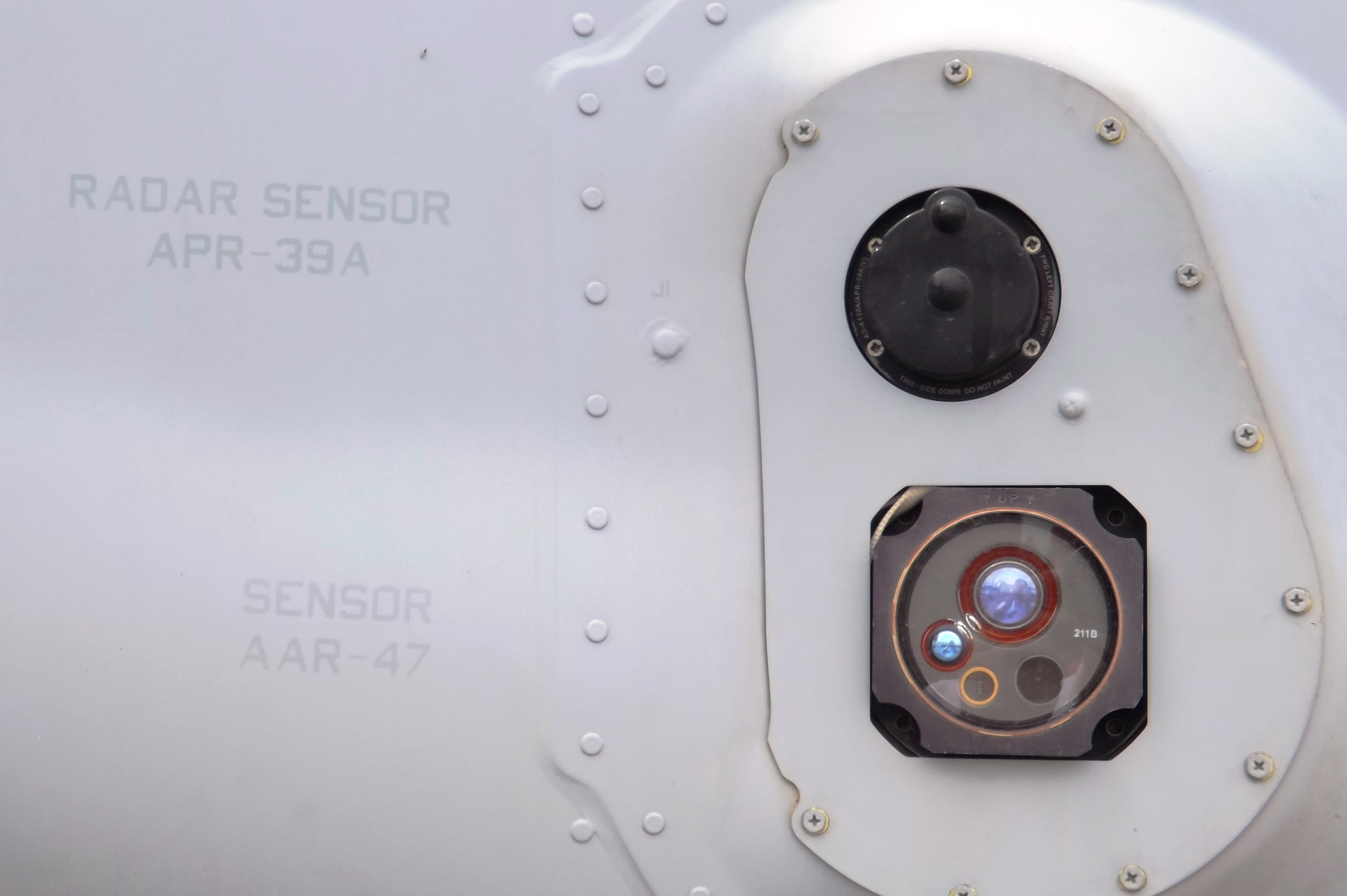
Kombinerad radar- och laservarnare monterad på tiltrotorflygplanet Bell Boeing V-22 Osprey.

Laservarnare är en militär term för ett elektrooptiskt system vars syfte är att detektera när den blir belyst av en laser.
Laservarnaren är oftast en del av ett varnarsystem, som efter detektion av ett hot kan aktivera ett motverkanssystem.
I fallet med laser är motmedlet oftast att på något sätt försöka dölja målet/laservarnaren optiskt, till exempel med rök eller vattendimma. För flygande system finns dock inga egentliga tekniska motmedel, utan åtgärden blir taktisk genom att göra en undanmanöver så att man bryter den optiska siktlinjen till hotsystemet genom att till exempel flyga nära marken så man döljs av terrängen.
Lasermålsökare är, jämfört med radarmålsökare och IR-målsökare, i särklass svårast att störa ut eller haka av.
De vanligaste laserhoten är:
- Laseravståndsmätare - ett lasersystem mäter in avståndet till målet/laservarnaren.
- Laserbelysare - ett lasersystem belyser målet/laservarnaren med laser. En målsökare (robot) kan då styra mot det ljus som reflekteras tillbaka från målet.
- Ledstrålelaser - ett lasersystem används för att skapa en "tunnel" av laserstrålen mellan sändaren och målet/laservarnaren. En målsökare (robot) kan då styra så den håller sig inom denna "tunnel" fram till målet.